# Havu Facula
L'Havu Facula è una struttura geologica della superficie di Mercurio.